# Vultureni (Cluj)
Vultureni (ungarisch Borsaújfalu) ist eine Gemeinde im Kreis Cluj in der Region Siebenbürgen in Rumänien.

## Geographische Lage

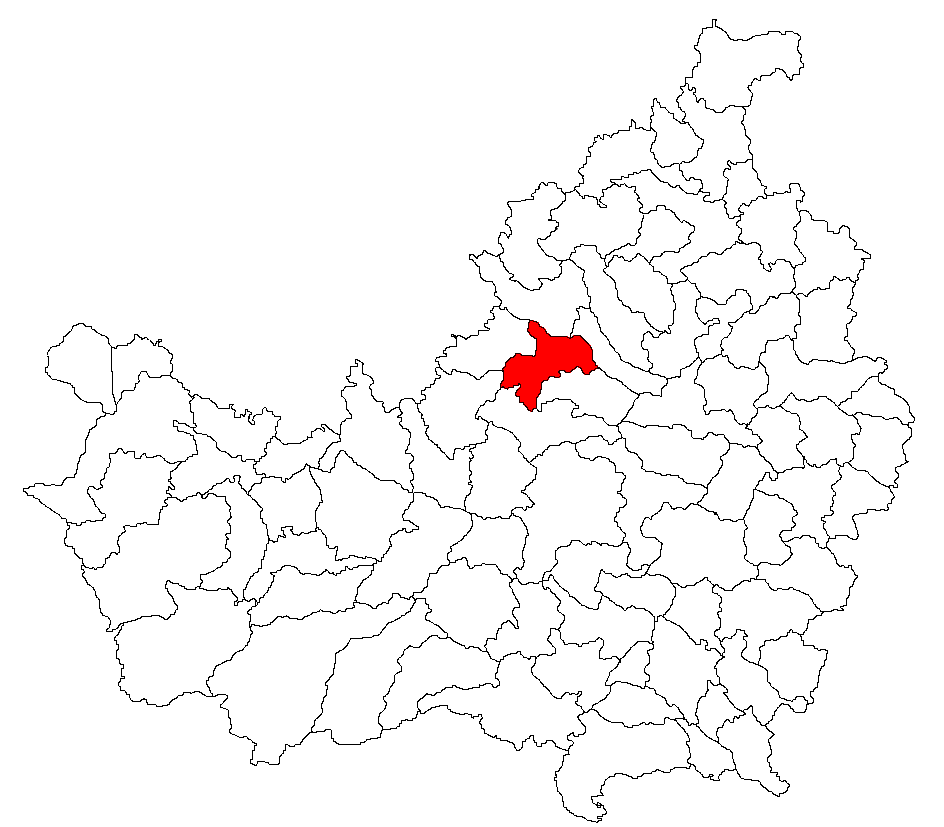
Lage von Vultureni im Kreis Cluj

Die Gemeinde Vultureni liegt im Somesch-Hochland (Podișul Someșan), im Westen des Siebenbürgischen Beckens. Der Ort Vultureni liegt am Bach Borșa – ein linker Nebenfluss des Someșul Mic – und an der Kreisstraße (Drum județean) DJ 109 etwa 30 Kilometer nördlich von der Kreishauptstadt Cluj-Napoca (Klausenburg) entfernt.
Die Gemeinde Vultureni liegt auf einer Fläche von etwa 7000 Hektar hügligen Landschaft, wobei der höchste Berg der Gemeinde, der so genannte Grecea (662 m), auf dem Areal des eingemeindeten Dorfes Băbuțiu (ung. Babuc) sich befindet.

## Geschichte
Der Ort des heutigen Gemeindezentrums wurde erstmals 1314 urkundlich erwähnt. Im 14. Jahrhundert war dieser unter der Bezeichnung Biszó (rumänisch Bidisău) und im 16. Jahrhundert Magyarújfalu bekannt. In der zweiten Hälfte des 17. Jahrhunderts siedelten sich hier die ungarischen Kleinadligen Ferenczi, Koncz und Monsa an.
Archäologische Funde die auf eine Besiedlung der Region bis in die Jungsteinzeit deuten, wurden nach Angaben von M. Roska auf dem Areal des eingemeindeten Dorfes Bădești (ung. Bádoky), auf dem von den Einheimischen genannten Berg Boroș (ung. Boroshegy), gemacht. Bei archäologischen Grabungen in Băbuțiu wurden am Berg Grecea bei Șanțul Grecilor (Graben der Griechen/Griechengraben) eine Siedlung des 5. oder 6. Jahrhunderts; mehrere in Șoimeni (früher Ginteu; ung. Sólyomkő) bei Piatra Șoimilor und am Bach Fancica bei La Cruce Siedlungen der Frühgeschichte gefunden.
Im Königreich Ungarn gehörte die heutige Gemeinde dem Stuhlbezirk Kolozsvár im Komitat Klausenburg, anschließend dem historischen Kreis Cluj und ab 1950 dem heutigen Kreis Cluj an.

## Bevölkerung
Die Bevölkerung der Gemeinde entwickelte sich wie folgt:
| 1850 | 3.021 | 2.116 | 768 | -  | 137           |
| 1890 | 3.528 | 2.511 | 918 | 10 | 89            |
| 1941 | 4.863 | 3.786 | 943 | -  | 134           |
| 1977 | 3.124 | 2.692 | 423 | -  | 9             |
| 2002 | 1.568 | 1.328 | 184 | -  | 56            |
| 2011 | 1.516 | 1.217 | 166 | -  | 133 (91 Roma) |
| 2021 | 1.535 | 1.200 | 108 | 2  | 225 (94 Roma) |

Seit 1850 wurde auf dem Gebiet der heutigen Gemeinde die höchste Einwohnerzahl und gleichzeitig die der Rumänen 1941 ermittelt. Die höchste Bevölkerungszahl der Magyaren (970) wurde 1910, die der Roma (104) 1850 und die der Rumäniendeutschen wurde 1890 registriert. Des Weiteren bekannten sich 1941 zwei Einwohner als Ukrainer.

## Sehenswürdigkeiten
- Die reformierte Kirche in Bădești, im 13. Jahrhundert errichtet im 18. Jahrhundert erneuert, stehen unter Denkmalschutz.[6]
- In Chidea (ung. Kide) die reformierte Kirche im 13. Jahrhundert errichtet, die Holzkirche Sf. Gheorghe 1761 errichtet, die Kirche Sf. Ioan Nepomuk 1766 und die unitarische Kirche 1902  errichtet, stehen unter Denkmalschutz.[6]
- In Șoimeni die Szabo Mühle, 1750 errichtet, steht unter Denkmalschutz.[6]

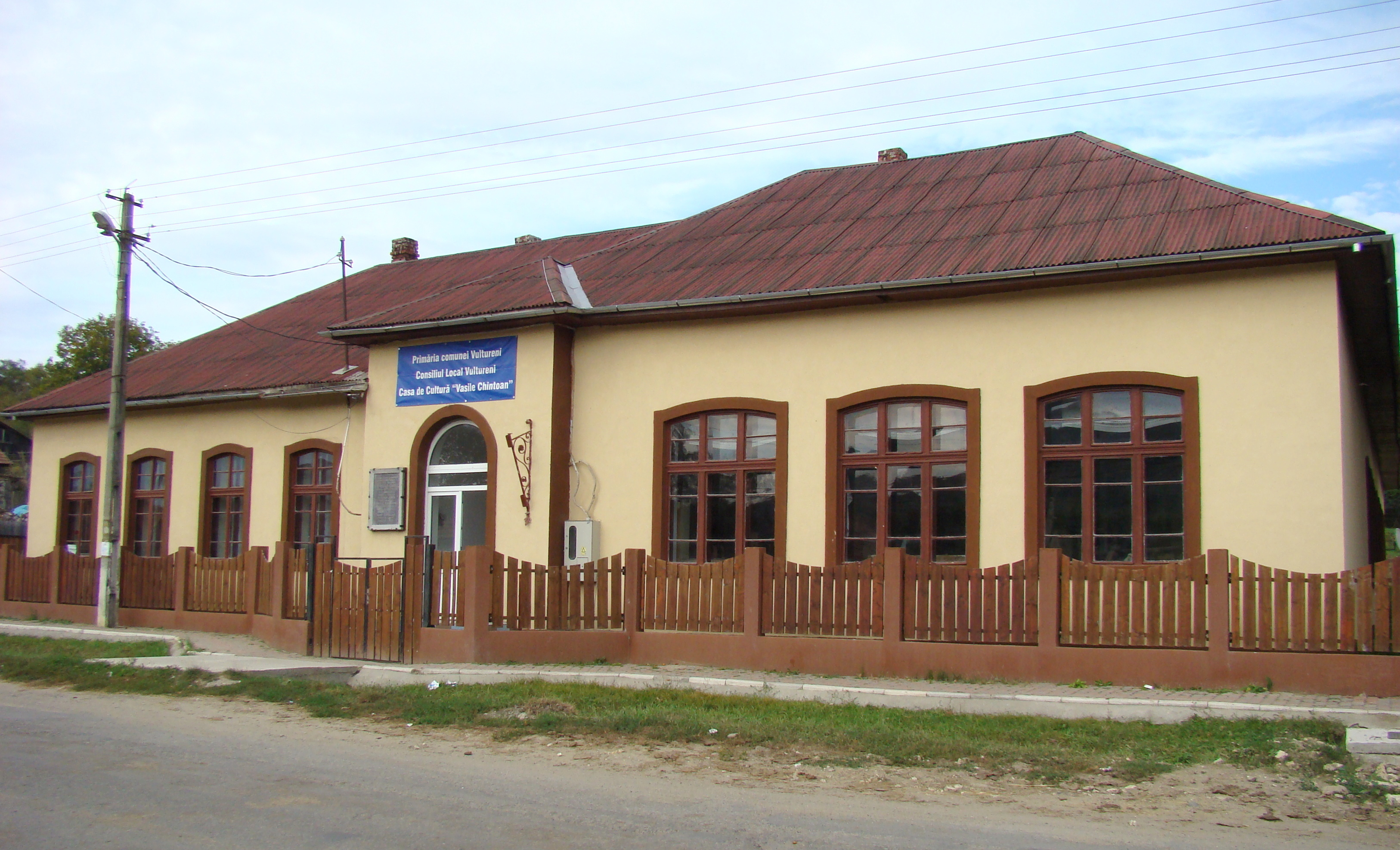
Rathaus (ehemalige Grundschule)
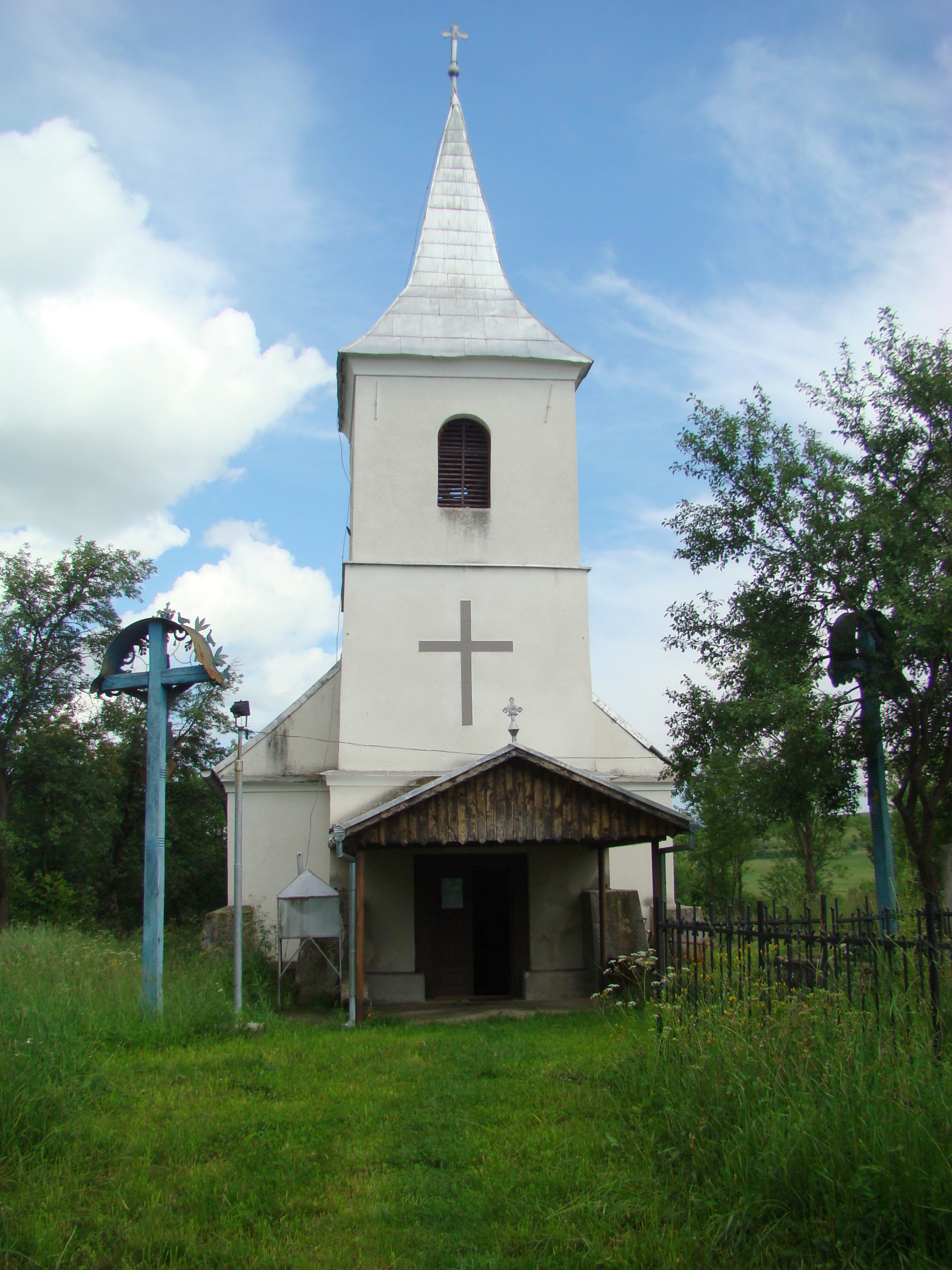
Băbuțiu
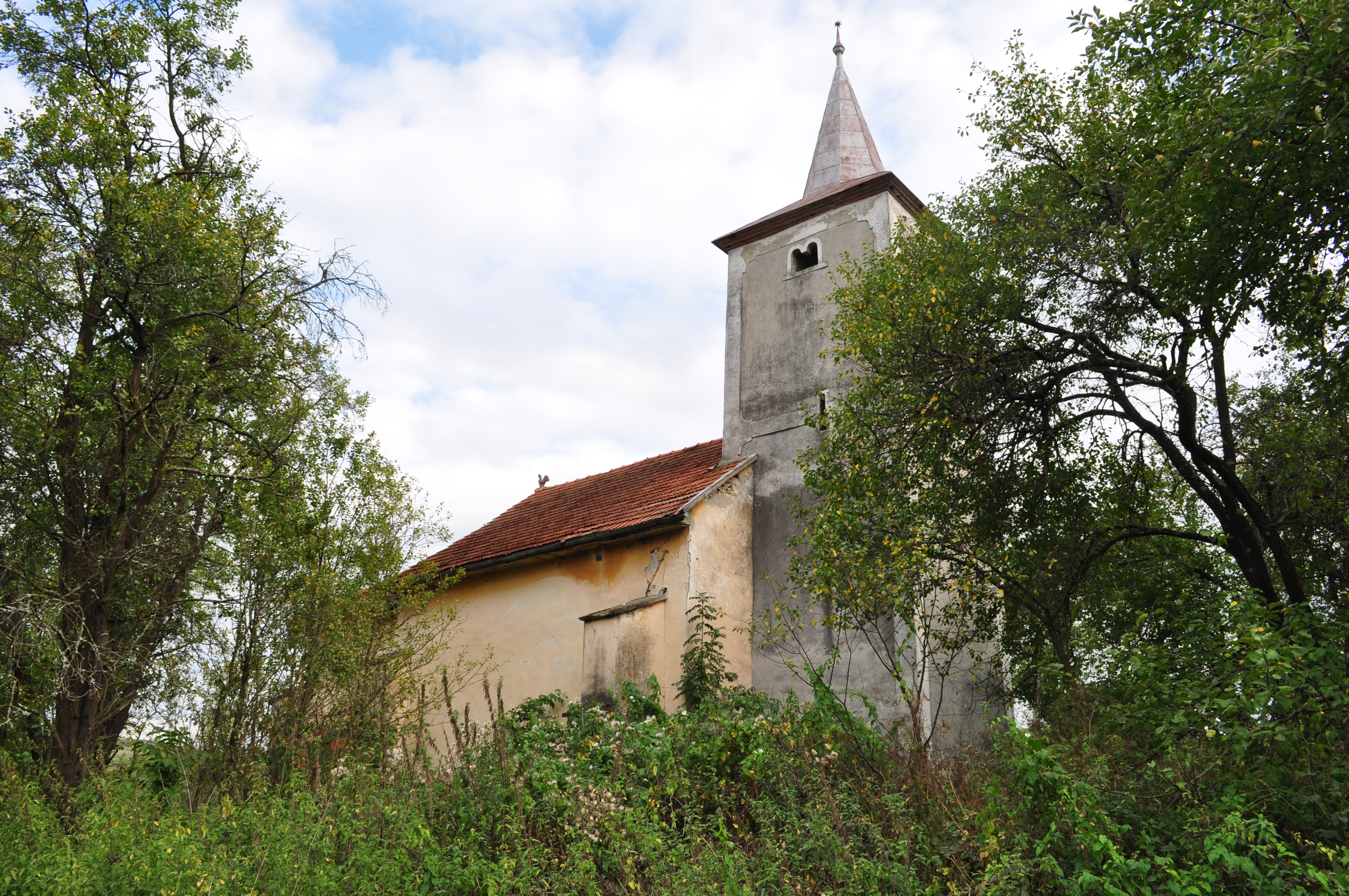
Bădești
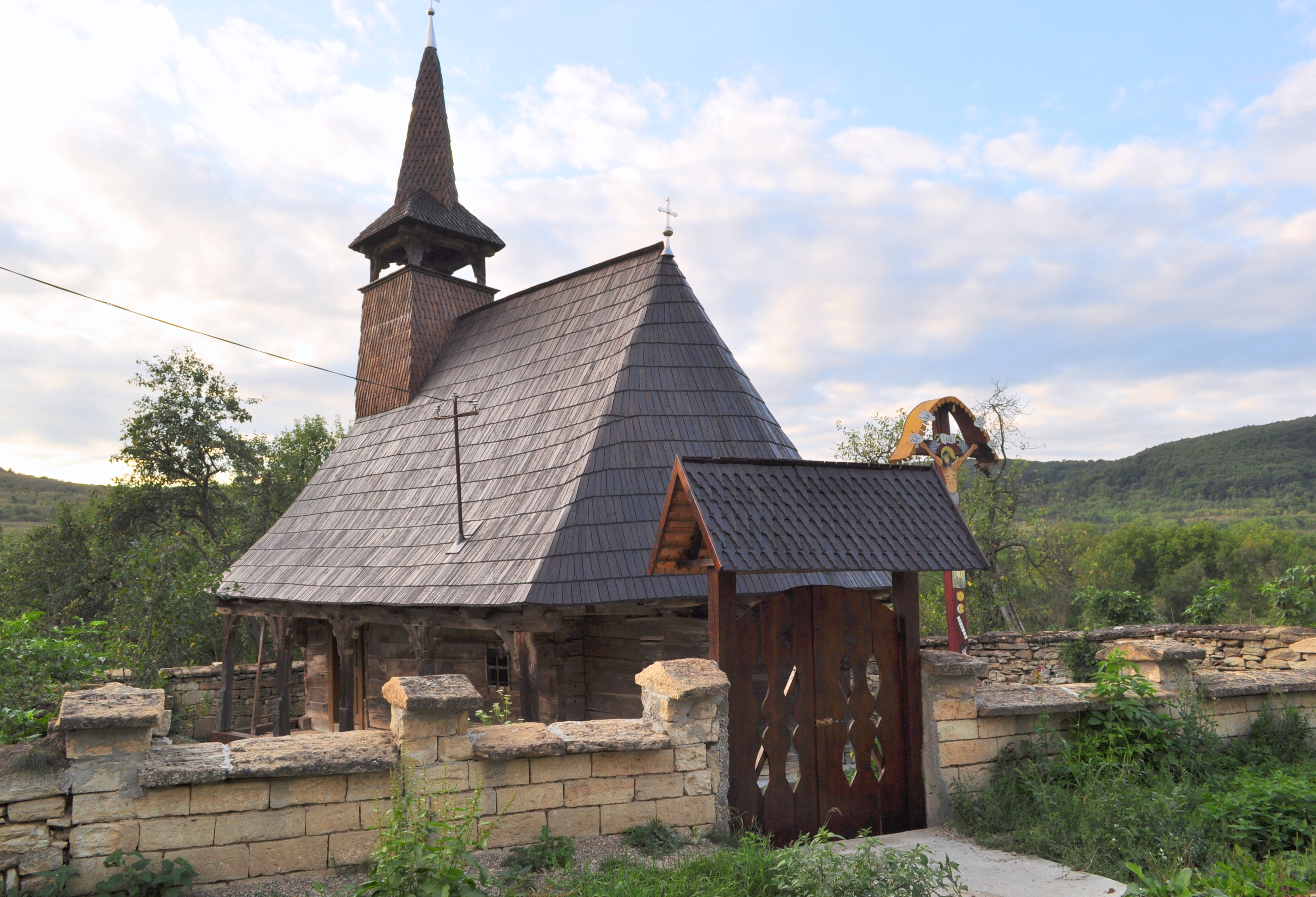
Chidea
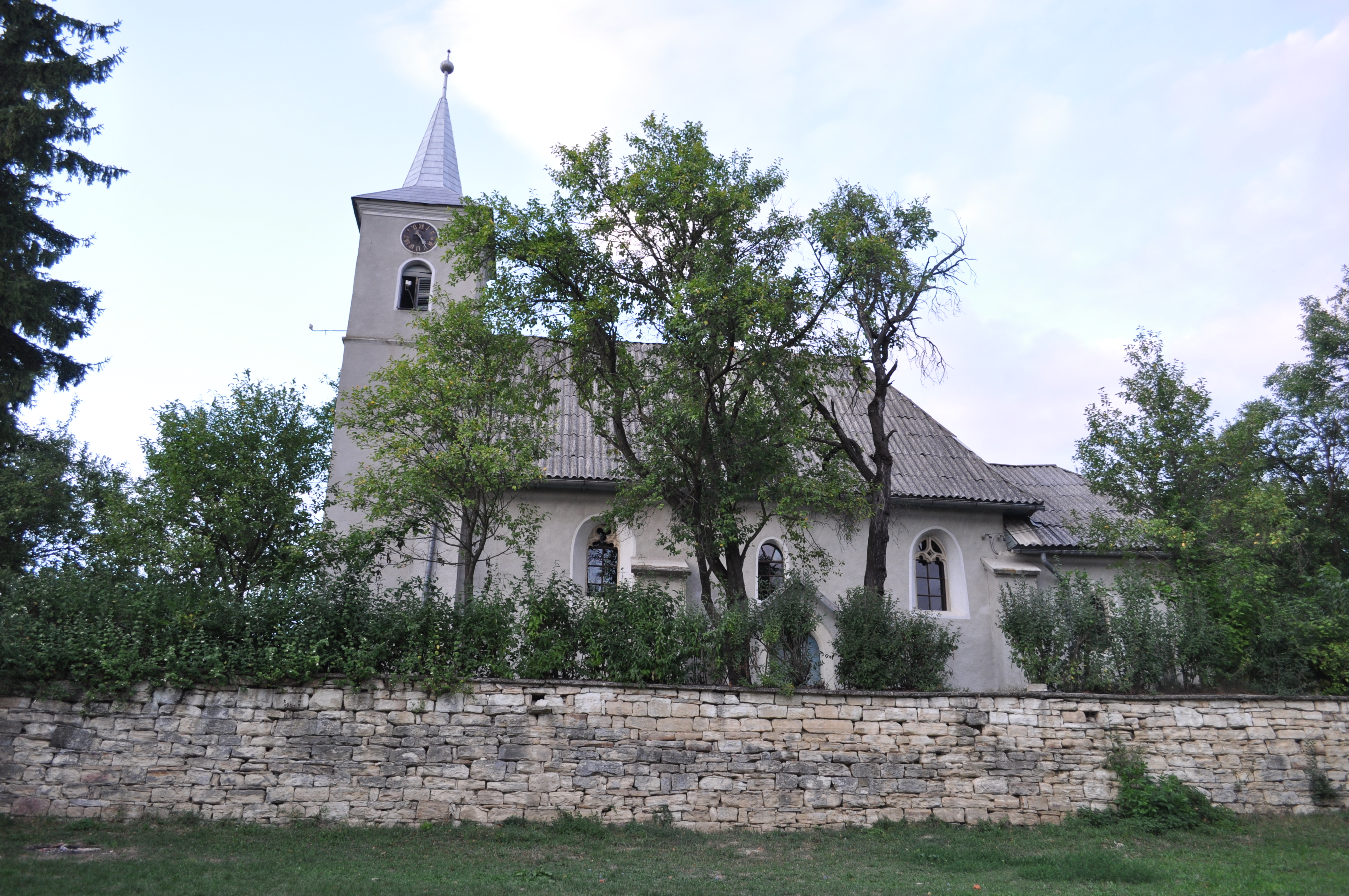
Chidea

## Persönlichkeit
- Ion Mureșan (* 1955), Dichter[8]